# レイリー比
レイリー比（レイリーひ、英語: Rayleigh ratio）とは、何らかの放射の散乱強度を散乱角θの関数として表すための物理量であり、以下のように定義される。
{\displaystyle R(\theta )={\frac {I_{\theta }r^{2}}{IfV}}}
ただし、Iは入射強度、Iθは角度θにおいて観測された合計の散乱強度、rは散乱点からの距離、Vは散乱体積を表す。係数fは偏極現象を補償するための係数で、散乱される放射の種類により、次のように使われる。
1. 光の散乱については、fは入射光線の偏極に依存し、縦偏光ではf=1,横偏光ではf=cos2(θ)、非偏光ではf=0.5(1+cos2(θ))である。
2. 散乱角の小さい中性子散乱ではf=1である。
3. 散乱角の小さいX線散乱(およそθ<5°)ではf>>1である。

注意:
1. R(θ)の次元は長さの逆数である。
2. 散乱角の小さい中性子散乱では、R(θ)ではなく断面積がよく用いられる。
3. IUPACはRθという表記も推奨している。